# ماس بیچ (کالیفرنیا)
ماس بیچ (به انگلیسی: Moss Beach) یک منطقهٔ مسکونی در ایالات متحده آمریکا است که در شهرستان سن ماتئو، کالیفرنیا واقع شده‌است. ماس بیچ ۵٫۸۳۷ کیلومتر مربع مساحت و ۳٬۱۰۳ نفر جمعیت دارد و ۲۰ متر بالاتر از سطح دریا واقع شده‌است.